# Protea wentzeliana
Protea wentzeliana es una especie de arbusto perteneciente a la familia Proteaceae.  Es originaria de Sudáfrica.

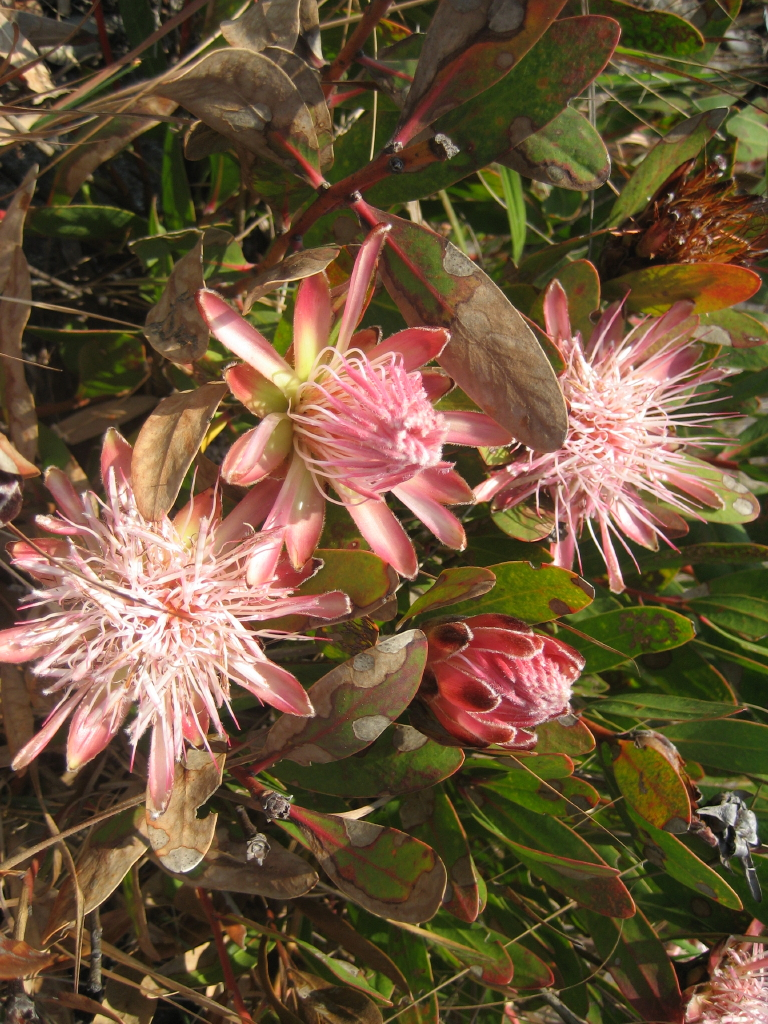
Flor

## Descripción
Es un arbusto que alcanza un tamaño de 0,6-1,5 m (metros) de altura, con numerosos tallos delgados simples de 2 mm (milímetros), lanosos, convirtiéndose en glabras con corteza rojiza, derivada de rizoma leñoso; tiene las hojas torcidas.

## Ecología
Se encuentra en pastizales montanos, restos de fynbos con ericáceas, en matorral bajo; en suelos de ceniza volcánica también; a una altitud de 1200-2000 m s. n. m. (metros sobre el nivel del mar). Se encuentra en Angola y el África tropical.

## Taxonomía
Protea wentzeliana fue descrito por Adolf Engler y publicado en Botanische Jahrbücher für Systematik, Pflanzengeschichte und Pflanzengeographie 30: 298. 1901.
Etimología
Protea: nombre genérico que fue creado en 1735 por Carlos Linneo en honor al dios de la mitología griega Proteo, que podía cambiar de forma a voluntad, dado que las proteas tienen muchas formas diferentes.
wentzeliana: epíteto.